# Marie-Rose De Putter
Marie-Rose De Putter is een personage in de VTM-televisieserie Familie. Het personage werd gespeeld door Martine Jonckheere.
Marie-Rose was sinds de eerste aflevering in 1991 te zien, tot Martine Jonckheere in 1996 uit de reeks stapte. In 1998 keerde ze weer enkele maanden terug, om een einde te breiden aan haar rol: Marie-Rose zou sterven. Jaren later, in 2005, maakt het personage haar comeback. Marie-Rose bleek dan toch niet dood te zijn. In september 2014 werd door TV Bastards bekendgemaakt dat Marie-Rose op het einde van het 24ste seizoen Familie zou verlaten. In het 28e seizoen keerde ze tijdelijk terug. In het 30e seizoen maakte ze opnieuw haar opwachting. In maart 2022 overleed het personage tijdens een woningbrand.

## Overzicht
Marie-Rose leren we kennen als de chique, ietwat hautaine vrouw van Guido Van den Bossche. Ze heeft twee kinderen: Peter Van den Bossche en Veronique Van den Bossche Ze voelt zich zichtbaar beter dan de volkse Van den Bossches, waardoor het merendeel van de familie - en Rita in het bijzonder - haar niet kan uitstaan.
Marie-Rose is een aantrekkelijke vrouw en deinst er niet voor terug om Guido te bedriegen. Wanneer Guido hierachter komt, komt er een einde aan hun huwelijk. Marie-Rose vertrekt samen met haar nieuwste verovering Hugo naar het buitenland, waar hun helikopter neerstort. Wanneer haar dochter Veronique een jaar later haar graf vindt, blijkt dat Marie-Rose de crash had overleefd, maar nadien gestorven is aan aids.
Jaren later komen we te weten wat er echt is gebeurd. Na de crash waren haar papieren aangespoeld aan de kust, waar een prostituee ze stal om zo een nieuw leven te kunnen beginnen. Marie-Rose, die de crash had overleefd, was intussen gered door schipper Christophe Mouret. Ze leed aan geheugenverlies, waardoor ze zich niets meer over haar verleden kon herinneren, zelfs niet haar naam. In samenspraak met Christophe kreeg ze een symbolische nieuwe naam: Cathérine de la Mèr.
Uiteindelijk vond Marie-Rose haar familie weer terug en intussen heeft ze haar oude leventje weer opgepikt. In tegenstelling tot haar slechte karakter van vroeger, is ze nu een warm persoon. Ze stond een tijdje aan het hoofd van het modehuis MVM en heeft een relatie met Mathias Moelaert. Daarnaast verbaasde ze haar hele familie door in het voordeel van Rita te pleiten, wanneer die terechtstaat voor brandstichting op VDB Electronics. Daardoor wordt de jarenlange vete tussen Marie-Rose en Rita uitgepraat.
In 2012 heeft ze haar job als bazin van MVM al even opgegeven. Ook MVM bestaat niet meer wegens de fusie van de bedrijven van de familie Van den Bossche. Haar hoofdjob is nu die van lid van de Raad van Bestuur van de Van den Bossche holding en supervisor van het bedrijfsrestaurant KomEet. Daarnaast verdenkt Marie-Rose haar vriend Matthias ervan haar te bedriegen met Caroline, de pr-manager van de VDB-holding. Marie-Rose ziet echter na een tijdje in dat ze heel de tijd koppig en jaloers is geweest. Na een goed gesprek met Rita wil ze het uitpraten met Matthias en vertrekt naar de Ardennen, waar op dat moment een teambuilding plaatsvindt van het bedrijf. Marie-Rose wordt opgewacht door Caroline, die haar meeneemt naar de top van een berg. Caroline bekent aan Marie-Rose dat ze verliefd is op Matthias en ze wil voorkomen dat Marie-Rose met Matthias gaat lopen. Er ontstaat een gevecht tussen de twee vrouwen. Marie-Rose kan Caroline van zich afhalen, maar duwt haar per ongeluk naar beneden. Marie-Rose wil Caroline naar boven trekken, maar Caroline grijpt haar opnieuw vast en de twee dames storten naar beneden. Ze blijven beide levenloos liggen, maar ze overleeft uiteindelijk de zware val. Op 1 februari 2013 trouwt ze met Mathias Moelaert.
Een paar jaar lijkt alles goed te gaan, maar na een tijd krijgt ze ruzie met Mathias doordat ze verslaafd is aan gokken. Na de zoveelste ruzie zoekt Mathias troost bij Trudy Tack de Rixart de Waremme. Wanneer Marie-Rose dit ontdekt, vertrekt ze thuis met slaande deuren.
Een tijd later komen we te weten dat Marie-Rose een huis heeft gekocht in Frankrijk. Enkele jaren later staat Marie Rose plots terug in België om haar dochter Veronique te bezoeken in de gevangenis. Een paar maanden later tijdens het proces komt Lars erachter dat niet Veronique maar Marie Rose Amelie neergestoken heeft. Marie Rose bekent dat het een ongeluk was en de politie neemt haar mee. Ze krijgt nog verschillende bezoeken in de gevangenis van Peter, Matthias en Veronique, maar wanneer Veronique duidelijk maakt aan haar moeder dat ze haar kleinkinderen 
niet mag zien verdwijnt Marie Rose uit beeld.
In 2021 komt ze vrij en gaat ze bij Peter wonen, Veronique wil niets met haar te maken hebben.
Op 30 december 2021 wordt Marie-Rose opnieuw oma van Victor, het zoontje van Peter en Iris. Op datzelfde moment verliest ze echter ook haar schoondochter Iris in een auto-ongeluk. In maart 2022 ontstaat er brand in het huis van Peter en Marie-Rose. Zowel Marie-Rose als Peter overleven deze brand niet. 